# 固有顔

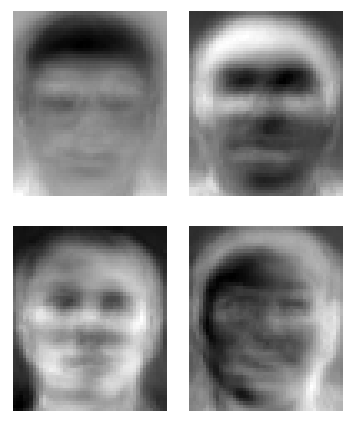
固有顔の例。AT&T研究所より

固有顔（英: Eigenface）とは、顔認識システムというコンピュータビジョンの応用で使われる固有ベクトルの集合である。固有顔を利用した顔認識は1987年、Matthew Turk と Alex Pentland が開発した。
この固有ベクトル群は、「人間の考えられる顔」の高次元ベクトル空間の確率分布についての共分散行列から得られる。

## 固有顔生成
固有顔集合を生成するには、人間の顔のデジタル化された画像（同じ照明条件でなければならない）を多数集積し、目と鼻の位置を合わせる。そして、解像度を合わせるために再標本化する。このようなデータから主成分分析 (PCA) と呼ばれる手段で固有顔を抽出する。顔画像を固有顔に変換する過程は以下の通りである。
1. 訓練例集合を用意する。訓練例集合 T を構成する顔画像群は既に用意されているものとする。
2. 平均を減算する。平均行列 A を計算して T にあるオリジナルから減算する。結果を変数 S に格納する。
3. 共分散行列を計算する。
4. 共分散行列から、固有ベクトルと固有値を計算する。
5. 主成分を選ぶ。

5番目のステップ以前に多数の固有顔が生成されるが、実際に必要とされるのはごく一部である。それらの中から最も固有値の高いものを選ぶ。例えば、100×100の画像を使っている場合、1万の固有ベクトルが生成される。ほとんどの個人は100から150のデータベースで特定できるので、1万のうちのほとんどは捨てられ、最も重要なものだけが残される。
固有顔には、様々な明暗のパターンがある。このパターンは顔の様々な特徴がどのように選ばれ、評価されるかを示している。対称性を評価するパターン、生え際を評価するパターン、鼻や口の大きさを評価するパターンなどがある。他にも単純には特定できないパターンを持つ固有顔があり、そのような固有顔の画像は一見して顔には見えない。
固有顔の作成技術やそれを使った顔認識技術は、顔認識以外にも応用されている。例えば、筆跡鑑定、読唇術、話者認識、医用画像処理などである。そのため、固有顔とは呼ばずに「固有画像（eigenimage）」と呼ぶこともある。
基本的に固有顔は、多数の顔画像の統計解析から得られる「標準化された顔の要素」の集合である。人の顔は、そのような標準の顔の組合せと見なすことができる。例えば、ある人の顔は、固有顔1から10%、固有顔2から55%、固有顔3からは-3%を合成したものとなるかもしれない。ある個人の顔と固有顔との関係を表す値は100%から-100%まであり、値が高いほどその固有顔と似ていることを意味する。驚いたことに、平均的な顔を得るのにそれほど多数の固有顔は必要としない。また、個々の顔は一連の数値で表されるため、個々の顔のデジタル写真をデータベースに保持する必要が無く、必要な記憶領域は劇的に削減される。

## 顔認識における利用
顔認識は、固有顔が生成される動機であった。固有顔を使った顔認識システムは性能や効率の面で優れている。非常に高速なので、短時間に多数の顔画像を処理できる。欠点としては、照明や角度の違いに弱い点が挙げられる。システムがうまく機能するには、似たような照明で真正面から撮影する必要がある。固有顔を使った顔認識システムは精度が高いことが示されている。ある評価結果によると、照明を変化させた場合で96%、角度を変化させた場合で85%、大きさを変化させた場合で64%の正答率であった（参考文献の Truk & Pentland 1991 の p.590）。
固有顔を補う別の手法として eigenfeatures と呼ばれるものも開発された。競合する手法としては fisherface がある。fisherface は固有顔に比較して、照明や角度の違いに影響されにくいという特徴がある。
手話の認識にこの技術を応用する研究もなされている。詳しくはこちらにある。